# San Maurizio al Lambro

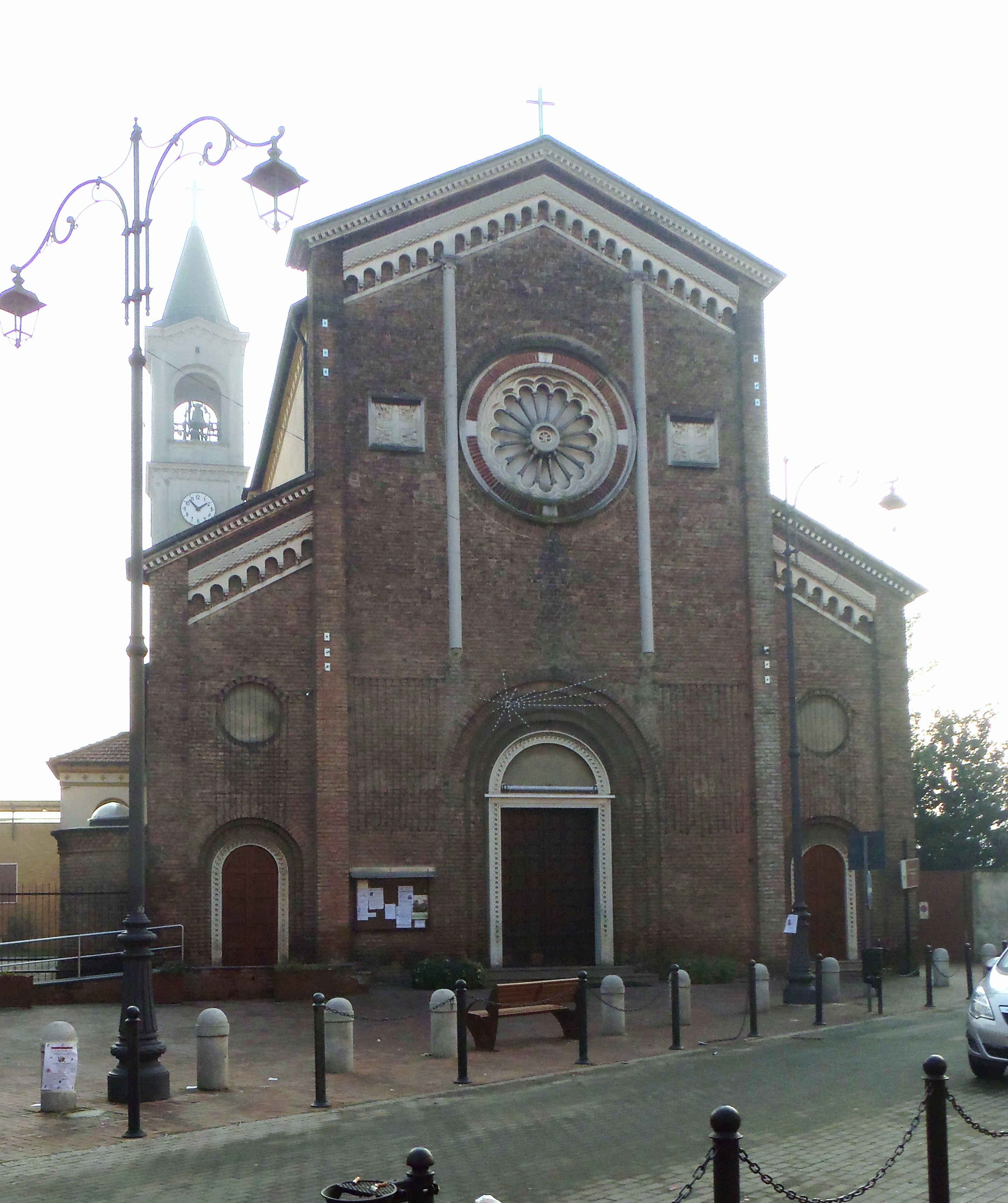
Parochiekerk van San Maurizio

San Maurizio al Lambro is een plaats (frazione) in de Italiaanse gemeente Cologno Monzese.